# Notre-Dame, la part du feu
Production
Diffusion
Notre-Dame, la part du feu est une mini-série dramatique française en six épisodes d'environ 50 minutes consacrée à l'incendie qui a touché la cathédrale Notre-Dame de Paris le 15 avril 2019.
Réalisée par Hervé Hadmar d'après un scénario d'Olivier Bocquet et Hervé Hadmar, la série est une coproduction de Cheyenne Federation et Netflix France, et mise en ligne le 19 octobre 2022.

## Synopsis
La série raconte de l'intérieur le drame de la nuit du 15 avril 2019 en plein cœur de la cathédrale Notre-Dame aux côtés des pompiers de Paris qui sont au combat contre l'incendie, mais elle s'intéresse également à l'impact de cet incendie sur différentes personnes à travers le pays,,,,,.

## Distribution
- Roschdy Zem : Général Ducourt
- Alice Isaaz :  Éléna
- Simon Abkarian : Max
- Caroline Proust : Gabrielle Varese
- Megan Northam : Alice Adamski
- Frédéric Chau : Steph
- Victor Belmondo : Benjamin Ducourt
- Corentin Fila : sergent-chef Taupin
- Sandor Funtek : Anthony Casemari
- Marie Zabukovec : Victoire
- Ambroise Sabbagh : lieutenant Bastien
- Zineb Triki : Sherine
- Charles Templon : pompier Tex
- Damien Jouillerot : Serge
- Marthe Drouin : Mère Denis
- Charles Clément[7] : le préfet Chesnay
- Vanessa Dolmen : Marion (Journaliste BFM)
- Olivier Ruidavet : Michel le gardien de Notre-Dame

## Production

### Genèse et développement
La série, créée et écrite par Olivier Bocquet et Hervé Hadmar, a été conçue en collaboration avec Romain Gubert, co-auteur du livre La Nuit de Notre-Dame,,,.
Hervé Hadmar, le créateur et réalisateur de la série, se dit « très fier et très heureux de collaborer avec Julien Madon (Cheyenne Federation) et Netflix sur La Part du feu. Cette mini-série est une production très ambitieuse, à la fois contemporaine et chorale. Notre-Dame qui brûle, c'est le symbole de nos sociétés qui se divisent, elles aussi en danger de destruction ».

### Tournage
Le tournage de la série débute fin juin 2021.

### Fiche technique
- Titre original : Notre-Dame, la part du feu
- Genre :  Drame[4]
- Production : Aimée Buidine, Julien Madon
- Sociétés de production : Cheyenne Federation, Netflix France[1]
- Réalisation : Hervé Hadmar[1],[6],[10]
- Scénario : Olivier Bocquet et Hervé Hadmar[1],[4],[11]
- Musique : Éric Demarsan
- Décors : Hervé Leblanc
- Costumes :
- Directeur de la photographie :
- Son :
- Montage :
- Maquillage :
- Pays de production :  France
- Langue originale : français
- Format : couleur
- Nombre de saisons : 1
- Nombre d'épisodes[2],[3],[10],[5] : 6
- Durée : 52 minutes[5]
- Dates de première diffusion :
  - Belgique :
  - France : avant-première à la mi-septembre 2022 au Festival de la fiction TV de La Rochelle[11], 19 octobre 2022 sur Netflix[9]

## Réception critique
Selon Le Monde, en choisissant d'associer quelques destins parisiens au feu de la cathédrale, « Hervé Hadmar tourne très délibérément le dos à l'exactitude », et rend la série incohérente et invraisemblable.